# Police Scotland

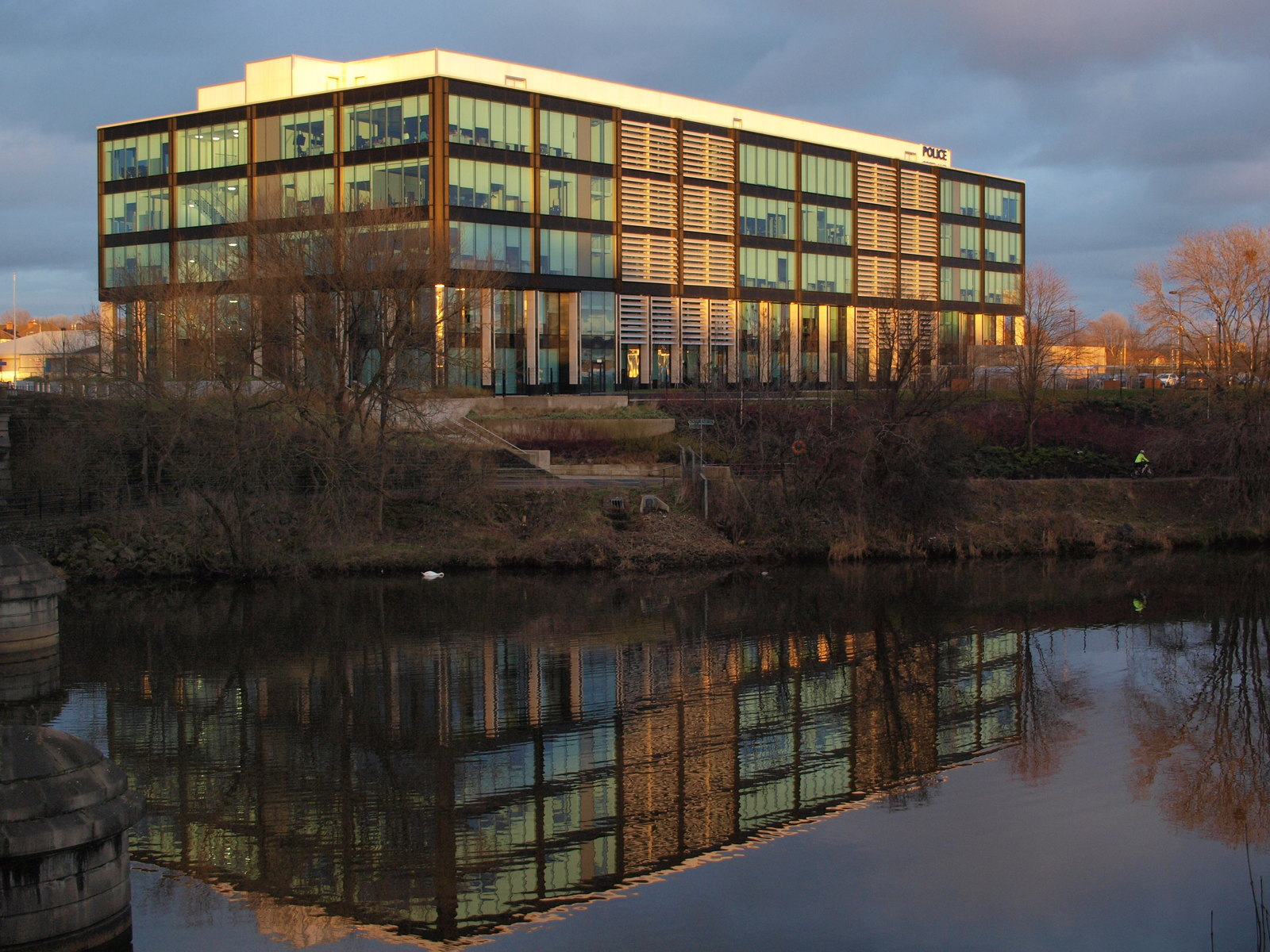
Siège administratif de Police Scotland sur la Clyde à Dalmarnock, Glasgow.

Police Scotland (en gaélique écossais : Poileas Alba), légalement nommé Police Service of Scotland (Seirbheis Phoilis na h-Alba, « Service de police d'Écosse »), est la force de police nationale d'Écosse. Elle a été formée en 2013, avec la fusion de huit forces de police régionales en Écosse, ainsi que des services spécialisés de la Scottish Police Services Authority (en), dont la Scottish Crime and Drug Enforcement Agency (en). Bien qu'elle ne l'absorbe pas formellement, la fusion a également entraîné la liquidation de l'Association of Chief Police Officers in Scotland (en).
Police Scotland est la deuxième force de police du Royaume-Uni (après le Metropolitan Police Service du Grand Londres) en nombre d'officiers, et de loin la plus grande force de police territoriale en superficie couverte. Le chef de la police est responsable devant la Scottish Police Authority (en), et la force est inspectée par His Majesty's Inspectorate of Constabulary in Scotland (en).
L'Écosse est également surveillée par la Ministry of Defence Police, la British Transport Police et la Civil Nuclear Constabulary (en) dans leurs juridictions respectives. Le Metropolitan Police Service et la National Crime Agency ont également une certaine juridiction en Écosse. En ce qui concerne la police métropolitaine, cela est dû à ses responsabilités nationales en matière de protection de la famille royale et d'autres personnes protégées, telles que le Premier ministre et leurs responsabilités nationales en matière de lutte contre le terrorisme.